# Parasola conopilus

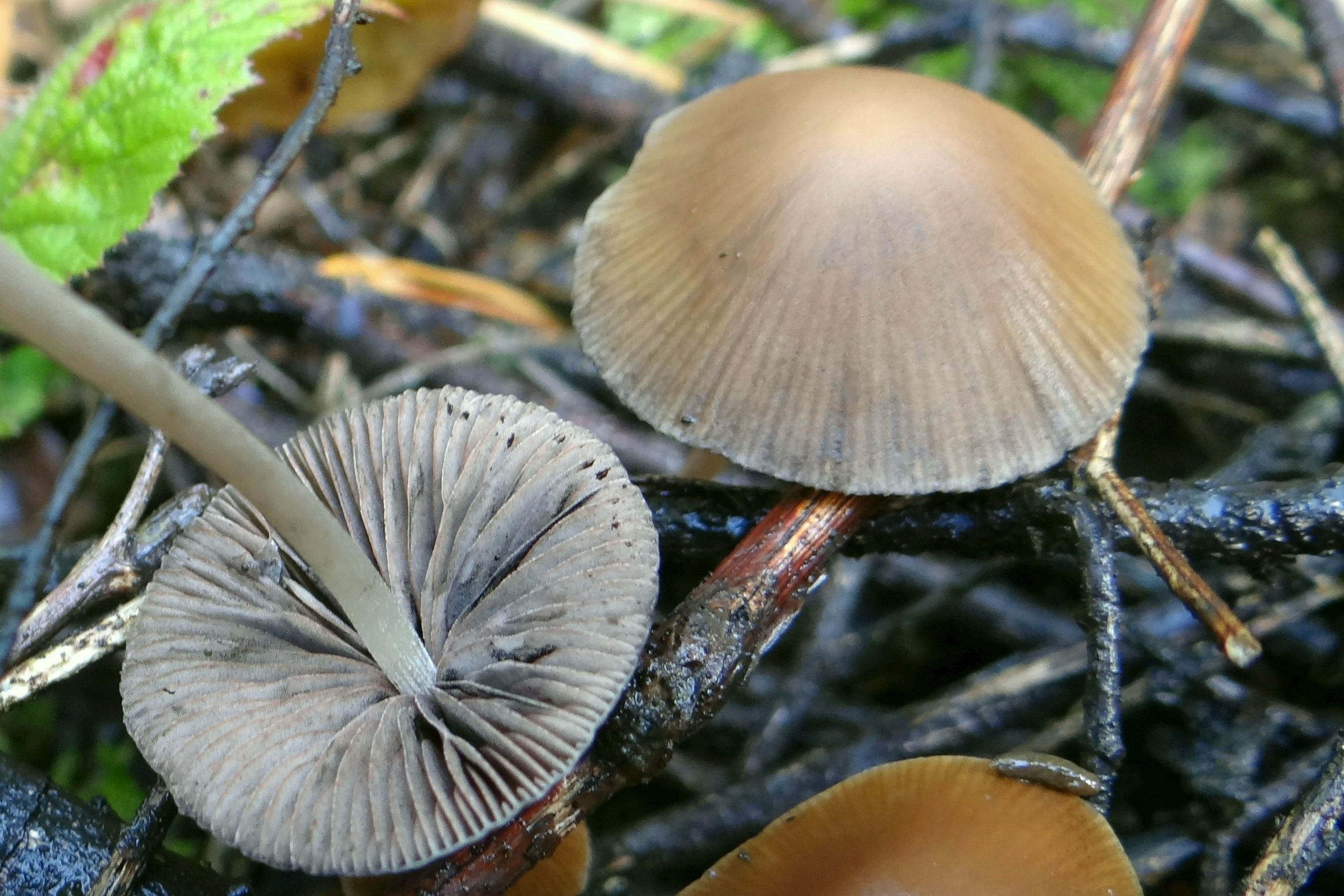

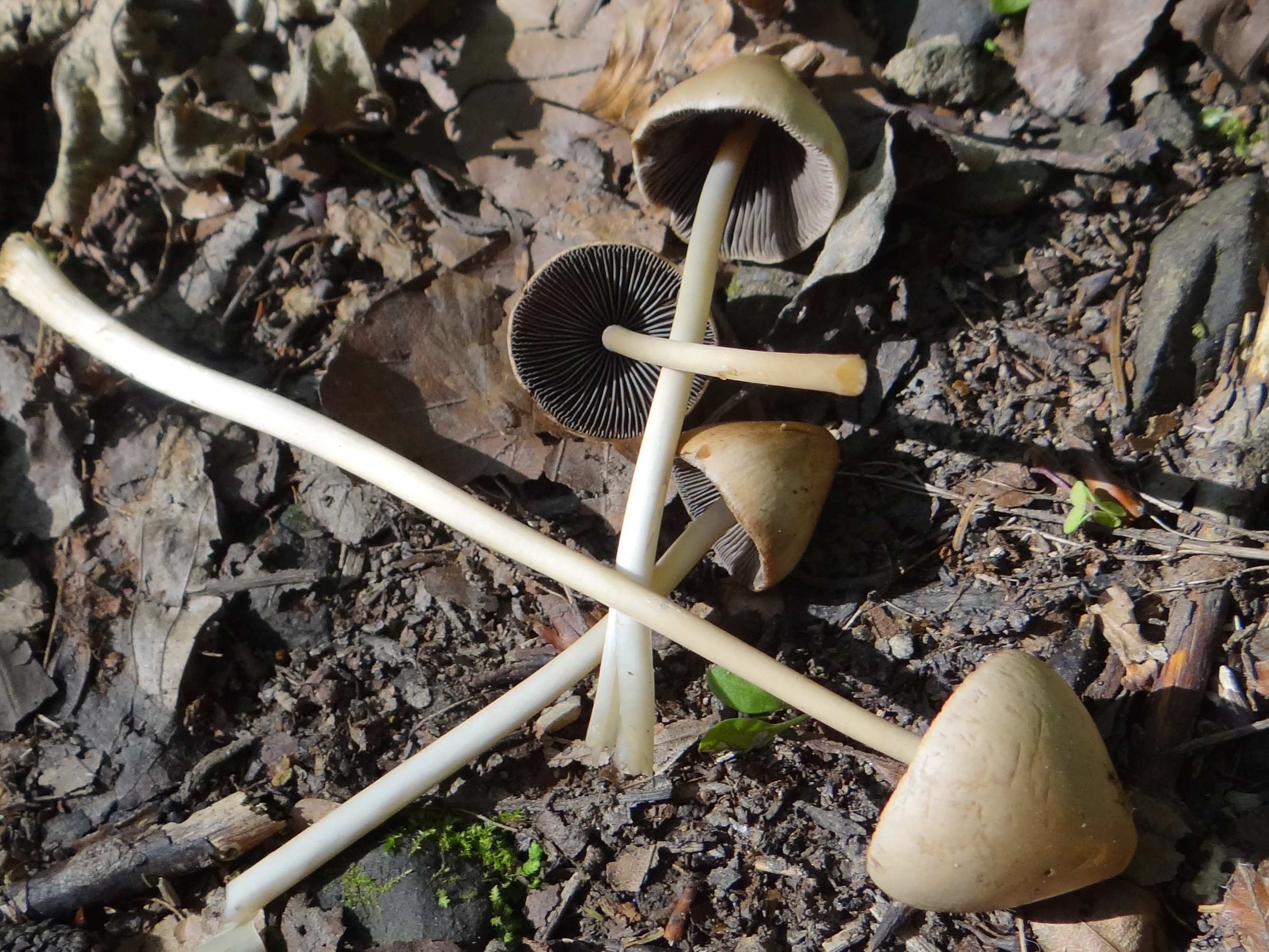

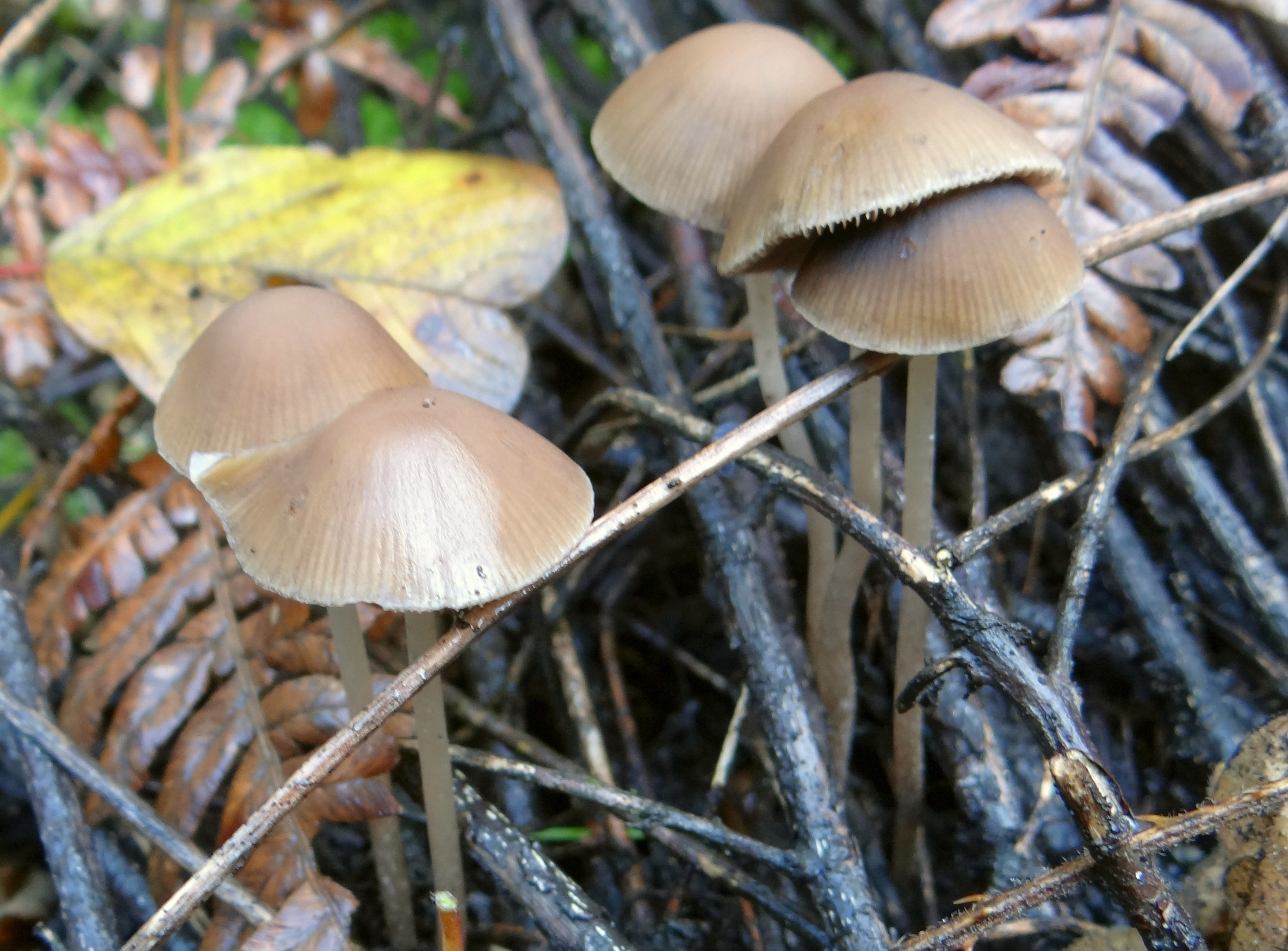

Parasola conopilus (Kauffman) A.H. Sm. – gatunek grzybów z rodziny kruchaweczkowatych (Psathyrellaceae).

## Systematyka i nazewnictwo
Pozycja w klasyfikacji według Index Fungorum: Psathyrella, Psathyrellaceae, Agaricales, Agaricomycetidae, Agaricomycetes, Agaricomycotina, Basidiomycota, Fungi.
Po raz pierwszy takson ten zdiagnozował w 1926 r. Gary Kauffmann nadając mu nazwę Hypholoma canoceps. Obecną, uznaną przez Index Fungorum nazwę nadał mu w 1941 r. Alexander Hanchett Smith, przenosząc go do rodzaju Psathyrella.
Synonimy naukowe:

- Agaricus aratus Berk. 1860
- Agaricus conopilus Fr. 1821
- Agaricus conopilus f. superbus (Jungh.) Cooke 1891
- Agaricus conopilus var. superbus (Jungh.) Cooke 1891
- Agaricus subatratus Batsch 1786
- Agaricus superbus Jungh. 1830
- Drosophila conopilus (Fr.) Quél. 1886
- Drosophila subatrata (Batsch) Quél. 1886
- Pilosace conopilus (Fr.) Kuntze 1898
- Psathyra conopilus (Fr.) P. Kumm. 1871
- Psathyra conopilus var. subatrata (Batsch) J.E. Lange 1936
- Psathyra conopilus var. superbus (Jungh.) Massee 1892
- Psathyra elata Massee 1892
- Psathyra subatrata (Batsch) Quél. 1880
- Psathyrella arata Sacc. (887
- Psathyrella conopilus (Fr.) A. Pearson & Dennis 1948
- Psathyrella conopilus var. subatrata (Batsch) Citérin & Bon 1995
- Psathyrella subatrata (Batsch) Gillet 1878

Franciszek Błoński w 1889 r. opisywał ten gatunek jako kołpaczek stożkowaty, Władysław Wojewoda w 2003 r. nadał mu nazwę kruchaweczka twardotrzonowa. Po przeniesieniu tego gatunku do  utworzonego w 2001 r. nowego rodzaju Parasola obydwie polskie nazwy są już niespójne z nazwą naukową.

## Morfologia
Kapelusz
Wysokość 2–5 cm. Kształt stożkowaty lub dzwonkowaty, u starszych okazów brzeg jest nieco podwinięty. Nigdy nie jest płaski. Jest higrofaniczny; w stanie wilgotnym ma czerwonobrązowy kolor i jest żłobkowany (prześwitujące blaszki), w stanie suchym bladoochrowy. Nie posiada osłony, charakterystyczne natomiast dla tego gatunku są długie włoski (o długości do 0,5 mm), widoczne jednak tylko przez lupę.
Blaszki
U młodych okazów jasnoszarobrązowe, u starszych ciemnobrązowe. Ostrza blaszek pokryte białymi rzęskami (widocznymi tylko przez lupę).
Trzon
Wysokość do 2 cm, grubość 2–5 mm, walcowaty, cienki, łamliwy. Powierzchnia gładka, biaława.
Miążśz
Białawy, smak i zapach niewyraźny.
Wysyp zarodników
Czarny. Zarodniki elipsoidalne, gładkie, o rozmiarach 14–19 × 7–8,5 μm, pod wpływem KOH wybarwiają się na ciemnobrązowo.

## Występowanie i siedlisko
Jest szeroko rozprzestrzeniony w Ameryce Północnej, również w Europie Środkowej jest dość pospolity. W Polsce również jest dość pospolity, w piśmiennictwie naukowym podano wiele jego stanowisk na terenie kraju.
Rośnie na humusie i ściółce leśnej w lasach liściastych, szczególnie wzdłuż ścieżek, ale także w miejscach składowania drzewa.

## Znaczenie
Saprotrof, grzyb jadalny. Zawiera związki chemiczne o nazwie drozofilina. Z owocników wyizolowano drozofilinę C i E (związki poliacetylenowe), a z hodowli grzybni drozofilinę A (związek fenolowy) i drozofilinę B (dwuterpen). Związki te charakteryzującą się właściwościami antybiotycznymi oraz przeciwwirusowymi, aktywnymi także w stosunku do wirusa grypy PRg.

## Gatunki podobne
Morfologicznie gołym okiem trudno odróżnić Parasola conopilus od niektórych podobnych gatunków z rodzaju Parasola i niektórych kruchaweczek, łatwo jednak zrobić to przy pomocy badań mikroskopowych, gdyż Parasola conopilus charakteryzuje się wieloma odmiennymi szczegółami budowy cystyd i zarodników. Już za pomocą lupy łatwo też zauważyć jej bardzo długie włoski, nie występujące u żadnego z podobnych gatunków.